# Memories
Memories är en sång skriven av Billy Strange och Mac Davis och inspelad av Elvis Presley i juni 1968. Sången släpptes som singel den 25 februari 1969 tillsammans med Charro, från filmen Charro!, som b-sida. Memories placerade sig som bäst på plats 35 på den amerikanska hitlistan Billboard 100.
Sången spelades in 23–24 juni 1968 i Western Recorders i Burbank, Kalifornien. Musikspåret spelades in och mixades separat och sångpålägget gjordes dagen efter. Anledningen till det var att man skulle använda den förinspelade musiken till de delar av livesegmenten som spelades in 27 juni i NBC:s studio till Elvis tv-special som sändes senare samma år.